# Sammlung Frugone

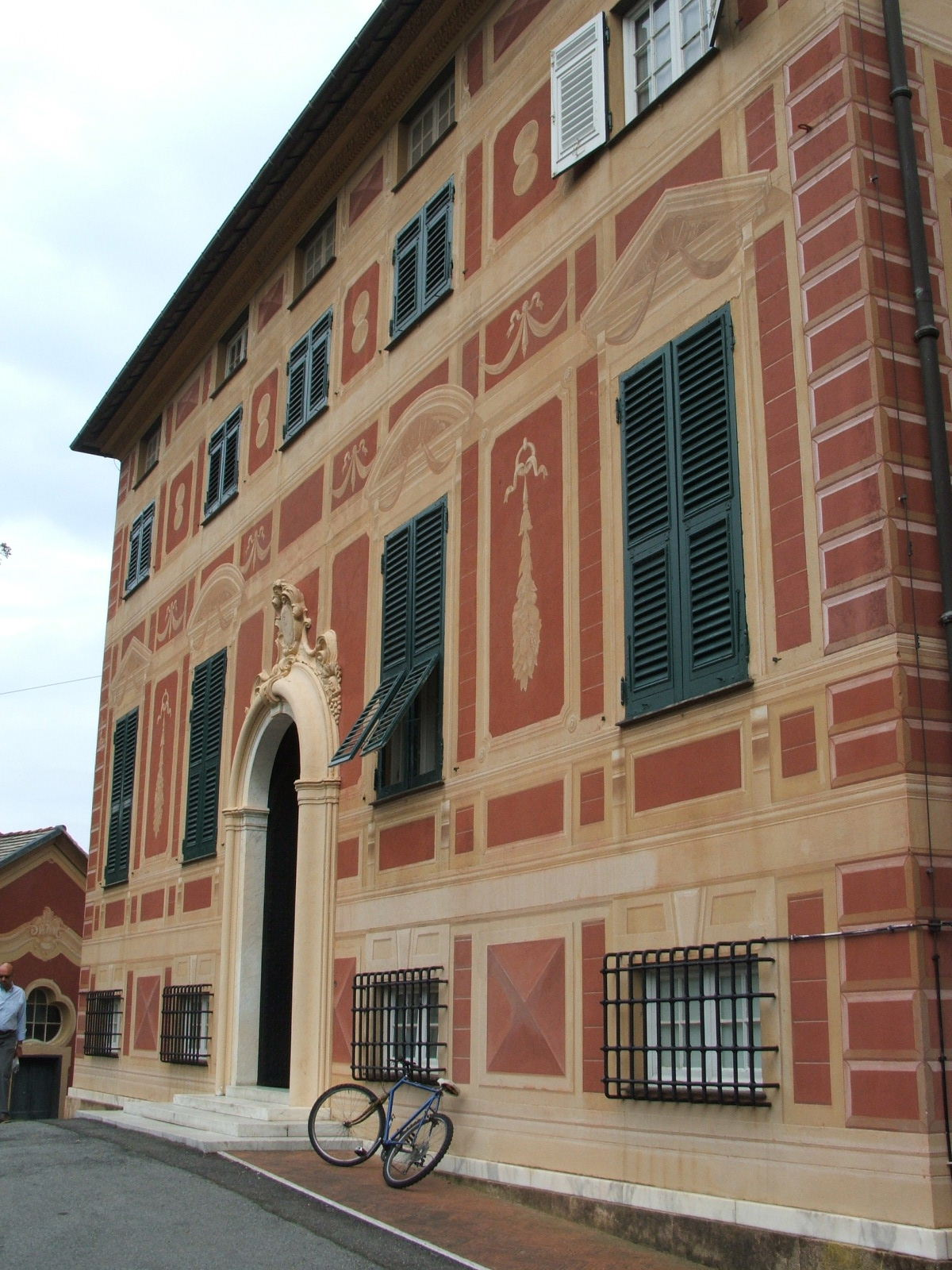
Villa Grimaldi Fassio

Die Sammlung Frugone (Raccolte Frugone) ist ein Museum im Stadtteil Nervi der italienischen Stadt Genua. Die Ausstellungsräume befinden sich in der Villa Grimaldi Fassio auf dem Gelände der Parchi di Nervi.
Die Sammlung besteht aus Werken, welche von den Gebrüdern Luigi und Lazzaro Gio Batta Frugone im Jahr 1935 und 1953 gestiftet wurden. Sie umfasst Gemälde, Zeichnungen und Skulpturen zahlreicher italienischer, wie auch von Künstlern anderer Nationalität. Die Werke stammen größtenteils aus der Periode zwischen der zweiten Hälfte des 19. und der ersten Hälfte des  20. Jahrhunderts.